# Cyclura lewisi
Cyclura lewisi — рідкісний вид ящірок з роду циклура (Cyclura), родини ігуанові (Iguanidae). Мешкає на острові Великий Кайман. Часто розглядається як підвид Cyclura nubila lewisi виду Cyclura nubila.

## Синоніми
- Cyclura nubila lewisi Grant, 1940
- Cyclura macleayi lewisi Grant, 1940
- Cyclura nubila lewisi Schwartz & Thomas, 1975
- Cyclura lewisi Burton, 2004
- Cyclura lewisi Grant, 1940

## Опис

### Морфологія
Це один з найбільших видів скельних ігуан, найбільші самці яких, як відомо, перевищують 10 кілограмів у масі, а розмір понад 150 см від голови до хвоста. Самці зазвичай більші за самиць. Довжина без хвоста може досягати 51,5 см у самців і 41,5 см у самиць. C. lewisi характеризуються рівними, жорсткими спинними шипами. Їхнє тіло вкрите лусочками, а на ділянці голови присутні деякі збільшені луски. Молоді ігуани мають сірий основний колір з чергуванням темно-сірих і кремових шевронів. У міру дорослішання базовий колір змінюється синьо-сірим. Деякі темні шеврони зберігаються і в дорослому віці. Під час шлюбного період C. lewisi відомі своїми приголомшливими відтінками бірюзового синього забарвлення.

### Поведінка
C. lewisi солітарні тварини, за винятком шлюбного періоду. Дорослі особини ведуть наземний стиль життя й можуть займати низку середовищ існування, включаючи ліси, пасовища та прибережні регіони, а також середовища проживання, змінені людиною. Ночують C. lewisi у печерах та щілинах скель. Хоча вони переважно вибирають природний скельний субстрат для відпочинку, але рідко використовують і штучні місця, як от купи будівельних матеріалів та простори під будівлями. На відміну від дорослих, дитинчата, як правило, деревні й більшу частину свого молодого життя проводять на деревах, щоб уникнути наземних хижаків.

### Життєвий цикл
Розмноження починається на третій рік за умови достатнього харчування. Сезон розмноження триває 2–3 тижні з кінця травня до середини червня. Самиця відкладає від одного до 22 яєць залежно від її віку та розміру. Ці ігуани відкладають яйця в гніздову камеру, яка викопується приблизно на метр нижче поверхні ґрунту. Дитинчата незалежні після вилуплення. Дитинчата вразливі щодо місцевих змій (Cubophis caymanus); також на дитинчат полюють інвазивні коти, мангусти, собаки, пацюки та свині. Дитинчата мають дуже високий рівень смертності. Дорослим загрожуть тільки бродячі собаки. Дорослі також потрапляють у пастки і їх убивають люди. Середня тривалість життя невідома, але може перевищувати 50 років. Відомо, що один самець, останній дім якого був у зоопарку США, прожив щонайменше 69 років.

### Харчові звички
Ці ігуани переважно рослиноїдні. Найчастіше споживають листя і стебла, а фрукти, горіхи та квіти — у менших кількостях. Невеликий відсоток раціону складають безхребетні, такі як комахи, слимаки та личинки. C. lewisi є важливими розповсюджувачами насіння багатьох місцевих рослин.

## Середовище проживання
Cyclura lewisi мешкає в скельних, залитих сонцем, відкритих посушливих районах лісу або поблизу берега.